# 開発輸入
開発輸入（かいはつゆにゅう）とは貿易の形態の一つで、国内の企業が新製品の企画や開発を行い、その新製品を国外のメーカーが生産し、その生産された製品の全てを国内で販売することを目的として輸出されるという形態である。
1980年代頃からの日本においての大きな貿易形態である。生産国では製品の全てを日本に輸出することを目的として生産しているという点が従来との大きな違いである。これが行われるようになっている背景には円高の進行や海外での労働力事情などといった点が存在する。これらの要素を活用することで日本国内よりも少ないコストで生産をすることが可能となり、日本企業は多くのマージンが得られるようになっている。この事から日本企業は競って開発輸入を行うようになっていき、ここから価格破壊と呼ばれる現象が起こるようになっているわけである。